# Earl Ingarfield (hockey sur glace, 1934)
Pour les articles homonymes, voir Earl Ingarfield.
Earl Ingarfield (né le 25 octobre 1934 à Lethbridge en Alberta au Canada) est un centre professionnel de hockey sur glace qui évolue Amérique du Nord entre 1951 et 1971. Il est le père du joueur de hockey professionnel Earl Ingarfield junior ayant évolué entre 1979 et 1987.

## Biographie

### Carrière en club
Il commence sa carrière professionnelle dans la Western Hockey League en 1954 en jouant pour les Canucks de Vancouver.
En 1958, il fait ses débuts dans la Ligue nationale de hockey. Il se fait doucement une place dans la grande ligue même si la saison suivante il joue également pour la franchise de la Ligue américaine de hockey. En 1967, il fait partie du repêchage d'expansion de la LNH 1967 lors de l'agrandissement de la ligue et il rejoint les Penguins de Pittsburgh avec qui il joue deux saisons avant de rejoindre les Golden Seals de la Californie avec qu'il termine sa carrière en 1970-1971.

### Carrière d'entraîneur
Après sa carrière de joueur, il devient en 1971 entraîneur des Pats de Regina puis en 1974 celui des Broncos de Lethbridge.

## Statistiques de carrière
| Saison     | Équipe                        | Ligue      |     | Saison régulière | Saison régulière | Saison régulière | Saison régulière | Saison régulière |   | Séries éliminatoires | Séries éliminatoires | Séries éliminatoires | Séries éliminatoires | Séries éliminatoires |
| Saison     | Équipe                        | Ligue      | PJ  | B                | A                | Pts              | Pun              | PJ               | B | A                    | Pts                  | Pun                  |                      |                      |
| 1951-1952  | Tigers de Medicine Hat        | WCJHL      | 41  | 32               | 15               | 47               | 28               |                  |   |                      |                      |                      |                      |                      |
| 1953-1954  | Native Sons de Lethbridge     | WCJHL      |     |                  |                  |                  |                  |                  |   |                      |                      |                      |                      |                      |
| 1954-1955  | Canucks de Vancouver          | WHL        | 2   | 0                | 0                | 0                | 0                |                  |   |                      |                      |                      |                      |                      |
| 1954-1955  | Native Sons de Lethbridge     | WCJHL      |     |                  |                  |                  |                  |                  |   |                      |                      |                      |                      |                      |
| 1955-1956  | Quakers de Saskatoon          | WHL        | 70  | 15               | 23               | 38               | 46               | 3                | 0 | 0                    | 0                    | 0                    |                      |                      |
| 1956-1957  | Warriors de Winnipeg          | WHL        | 69  | 21               | 27               | 48               | 41               |                  |   |                      |                      |                      |                      |                      |
| 1957-1958  | Warriors de Winnipeg          | WHL        | 64  | 39               | 41               | 80               | 25               | 7                | 2 | 2                    | 4                    | 2                    |                      |                      |
| 1958-1959  | Rangers de New York           | LNH        | 35  | 1                | 2                | 3                | 10               |                  |   |                      |                      |                      |                      |                      |
| 1959-1960  | Rangers de New York           | LNH        | 20  | 1                | 2                | 3                | 2                |                  |   |                      |                      |                      |                      |                      |
| 1959-1960  | Barons de Cleveland           | LAH        | 40  | 25               | 40               | 65               | 17               | 7                | 3 | 6                    | 9                    | 6                    |                      |                      |
| 1960-1961  | Rangers de New York           | LNH        | 66  | 13               | 21               | 34               | 18               |                  |   |                      |                      |                      |                      |                      |
| 1961-1962  | Rangers de New York           | LNH        | 70  | 26               | 31               | 57               | 18               | 6                | 3 | 2                    | 5                    | 2                    |                      |                      |
| 1962-1963  | Rangers de New York           | LNH        | 69  | 19               | 24               | 43               | 40               |                  |   |                      |                      |                      |                      |                      |
| 1963-1964  | Rangers de New York           | LNH        | 63  | 15               | 11               | 26               | 26               |                  |   |                      |                      |                      |                      |                      |
| 1964-1965  | Rangers de New York           | LNH        | 69  | 15               | 13               | 28               | 40               |                  |   |                      |                      |                      |                      |                      |
| 1965-1966  | Rangers de New York           | LNH        | 68  | 20               | 16               | 36               | 35               |                  |   |                      |                      |                      |                      |                      |
| 1966-1967  | Rangers de New York           | LNH        | 67  | 12               | 22               | 34               | 12               | 4                | 1 | 0                    | 1                    | 2                    |                      |                      |
| 1967-1968  | Penguins de Pittsburgh        | LNH        | 50  | 15               | 22               | 37               | 12               |                  |   |                      |                      |                      |                      |                      |
| 1968-1969  | Penguins de Pittsburgh        | LNH        | 40  | 8                | 15               | 23               | 4                |                  |   |                      |                      |                      |                      |                      |
| 1968-1969  | Seals d'Oakland               | LNH        | 26  | 8                | 15               | 23               | 8                | 7                | 4 | 6                    | 10                   | 2                    |                      |                      |
| 1969-1970  | Seals d'Oakland               | LNH        | 54  | 21               | 24               | 45               | 10               | 4                | 1 | 0                    | 1                    | 4                    |                      |                      |
| 1970-1971  | Golden Seals de la Californie | LNH        | 49  | 5                | 8                | 13               | 4                |                  |   |                      |                      |                      |                      |                      |
| Totaux LNH | Totaux LNH                    | Totaux LNH | 746 | 179              | 226              | 405              | 239              | 21               | 9 | 8                    | 17                   | 10                   |                      |                      |